# Carlo Ferrari (pittore)

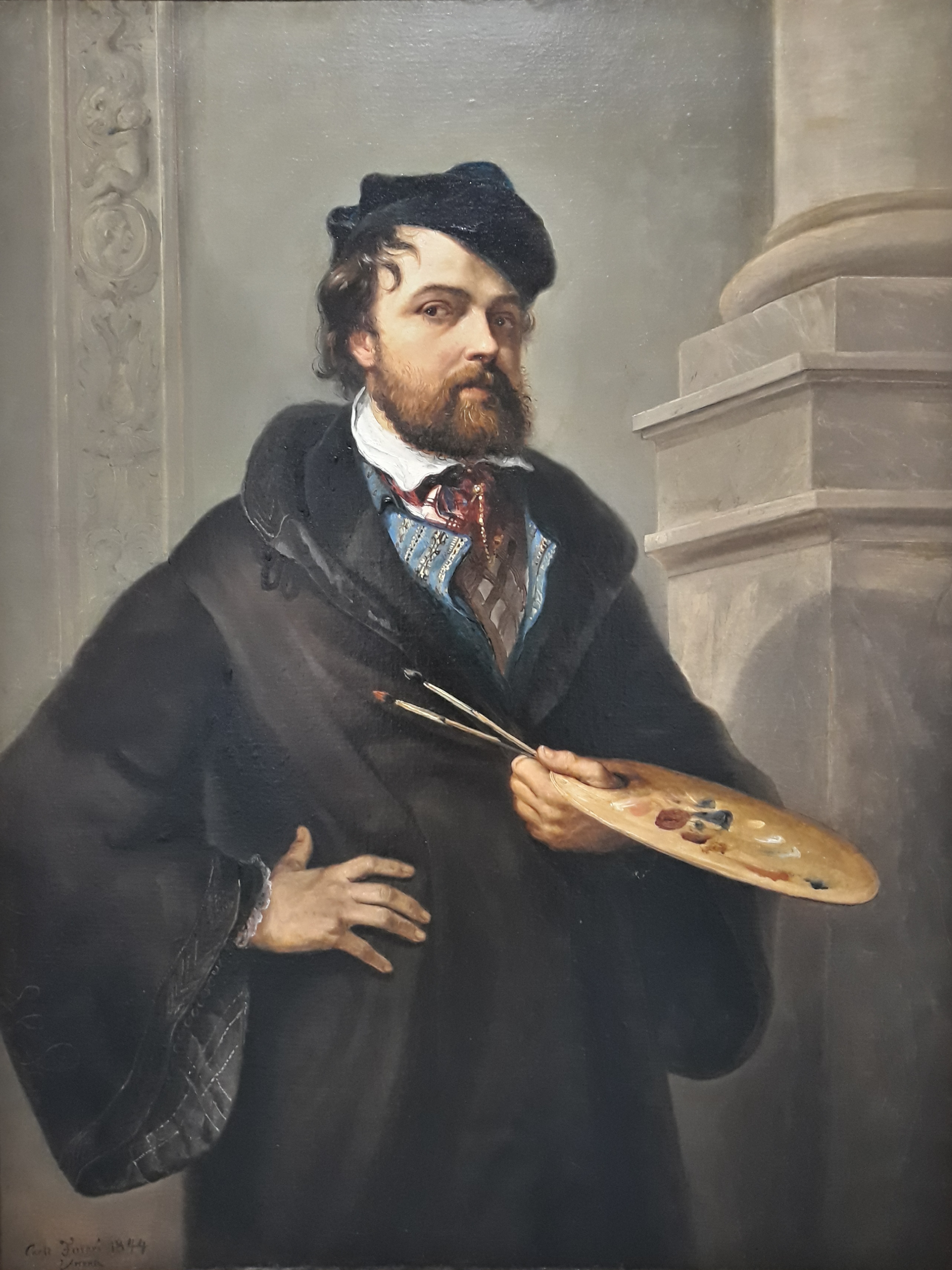
Autoritratto con tavolozza di Carlo Ferrari, 1844 (Olio su tela), Verona, Galleria d'arte moderna Achille Forti

Carlo Ferrari detto il Ferrarin (Verona, 30 settembre 1813 – Verona, 28 gennaio 1871) è stato un pittore italiano.

## Biografia

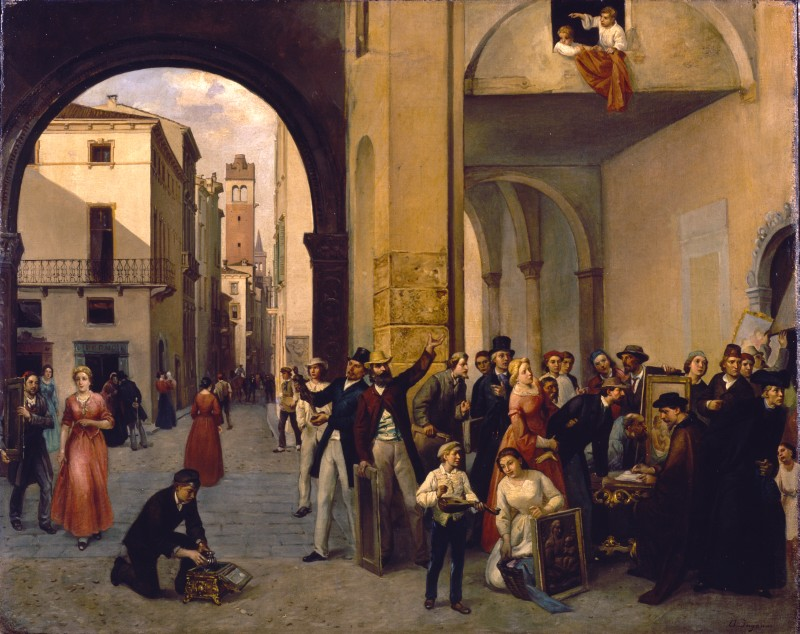
Carlo Ferrari, Doni alla patria, 1865-1871

Compie studi irregolari presso l'Accademia Cignaroli di Verona e contemporaneamente si esercita come copista e restauratore nello studio del frescante Pietro Nanin.
Esordisce all'esposizione di Belle Arti dell'Accademia di Verona nel 1837 con una serie di vedute cittadine animate da episodi di genere, ispirate alla pittura fiamminga, che diventeranno soggetti caratteristici del suo repertorio di maggior successo.
Nel corso degli anni Quaranta ottiene un crescente successo di pubblico e critica in coincidenza dell'infittirsi dell'attività espositiva che lo vede presente all'Accademia di Venezia nel 1839, all'Ateneo di Brescia nel 1840 e all'Esposizione di Belle Arti di Brera a Milano nel 1844, affermandosi tra i principali pittori veronesi all'epoca della Restaurazione. Riceve importanti commissioni dall'aristocrazia cittadina e dai circoli degli ufficiali austriaci di stanza a Verona grazie al favore accordatogli dal maresciallo Radetzky, principale destinatario delle sue vedute della laguna di Venezia ispirate ai modelli della tradizione vedutistica settecentesca. Raggiunge l'apice della notorietà internazionale e della fortuna commerciale attorno al 1851, in seguito alla visita al suo studio dell'imperatore Francesco Giuseppe che gli assicura una committenza internazionale di altissimo rango.
Nella maturità all'intensa attività pittorica e incisoria, che lo vede impegnato nella traduzione di opere del Rinascimento, affianca quella di conoscitore, maturata a stretto contatto con il collezionista veronese Cesare Bernasconi.